# Henning Süssner
Henning Süssner Rubin, född 1970 i Düsseldorf i Västtyskland, är en svensk politiker (vänsterpartist) och historiker.
Süssner gick med i Tyska kommunistpartiets ungdomsförbund Sozialistische Deutsche Arbeiterjugend (SDAJ) 1985 och senare i tyska vänsterpartiet Partei des Demokratischen Sozialismus (PDS). 1995 flyttade han till Sverige. 1998 blev han förbundssekreterare i Ung Vänster efter Kalle Larsson.
År 2004 utsågs han att leda den interna analysgrupp som tillsattes efter SVT Uppdrag gransknings dokumentär om Vänsterpartiets historia. I samband med detta anklagades han av historieprofessorn Kjell Östberg för att vara en försvarare av stalinism. Bland annat har han i ett kapitel i Ung Vänsters jubileumsbok från 2002, "Solidaritet med Sovjetunionen och arvet efter Stalin", fört fram ståndpunkten att försvaret av stalinismen varit nödvändig för partiet . 
Süssner Rubin har fram till 2016 varit kommunalpolitiskt aktiv i Landskrona kommun, men flyttade därefter till Malmö.
Han är sedan augusti 2007 rektor för Kvarnby folkhögskola i Malmö och är gift med Ana Süssner Rubin.